# Scoop (musikalbum)
Scoop är musikern och kompositören Eddie Meduzas sista studioalbum, på vilket han använder sig mycket av pseudonymen "Bob Lewis". Omslaget handlar, som titeln på albumet kanske avslöjar, om ett "scoop".

## På konvoluten
- En bild på Eddie med en gitarr, föreställande "Bob Lewis".
- En löpsedel från den fiktiva tidningen "Påhittat" (loggan är en parodi på Aftonbladets logga).

## Citat från löpsedeln
- "Pseudonym tillbaka trots hot av understimulerad politiker" (Denna mening anspelar förmodligen på ett Meduza-uppträdande i Bengtsfors, som en kommunalpolitiker försökte stoppa)

- "Pseudonymen Bob Lewis talar ut!"

- "Ring så spelar vi populärare än någonsin" (Denna mening anspelar förmodligen på att countrylåten "Epa-Traktorn" från albumet "Värsting hits" spelades i radioprogrammet Ring så spelar vi, men den ansågs som för "grov" av många lyssnare.)

## Låtlista
1. Ragga runt
2. West A Fool (Part Deux)
3. Every Little Piece (text och musik: Eddie Meduza, Calle Kindbom och Thomas Thörnholm.)
4. American Truck
5. Tonight You're Gonna Break My Heart
6. Rolling Down The Road
7. Min hobby
8. Let's Go
9. On The Road Again
10. The Man In The Sky
11. Sweet Little Rock'n'Roller (text och musik: Chuck Berry.)
12. Rock Town Boogie
13. Red Mazerati
14. Route 66 (Text och musik: Robert "Bobby" Troup.)
15. A Lonely Christmas

## Medverkande musiker
- Eddie Meduza - Sång, gitarr, bas.
- Ola Johansson - Trummor.
- Roger Ljunggren - Gitarr.
- Lars "Larsa" Åström - Gitarr (På spår 7, 11 och 14).
- Björn Melin - Gitarr (På spår 7, 11 och 14).
- Peter Melin - Bas (På spår 7, 11 och 14).
- Stig Lindell - Keyboard.

Alla låtar är skrivna av Eddie Meduza där inget annat anges. Alla spår utom 7, 11 och 14 producerade och mixade av Patrik Tibell. Spår 7, 11 och 14 producerade av Eddie Meduza & "The Roaring Cadillacs". Mixade av Tomas Edström.